# Пісня минулих днів
«Пісня минулих днів» — радянський художній фільм Альберта Мкртчяна про роки Німецько-радянської війни, знятий на кіностудії «Вірменфільм» 1982 року.

## Сюжет
Дія фільму відбувається в роки Німецько-радянської війни в місті Ленінакан. Герої картини — члени самодіяльної театральної трупи, які розділили з усією країною прикрощі та втрати воєнного часу.

## У ролях
- Шаум Казарян — Мушег
- Фрунзик Мкртчян — Нікол
- Вердажлуйс Міріджанян — Айастан
- Гуж Манукян — Рубен
- Азат Гаспарян — Месроп
- Наріне Багдасарян — Сусан
- Ашот Адамян — Оберон
- Галя Новенц — мати Оберона

## Знімальна група
- Автор сценарію і режисер: Альберт Мкртчян
- Оператор: Рудольф Ватинян
- Композитор: Тігран Мансурян